# El còndor

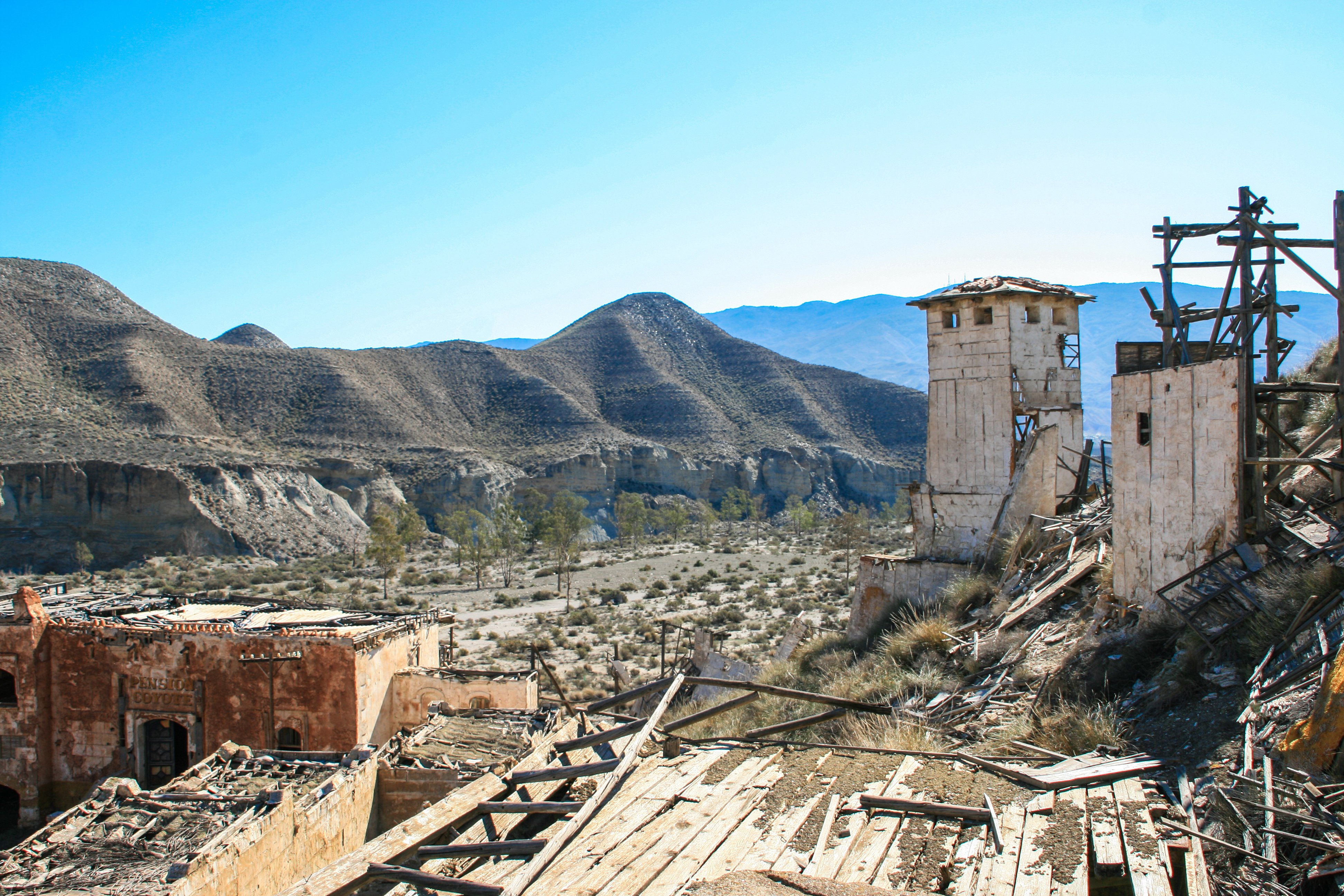
Decorats utilitzats per la pel·lícula a Almeria.

 El còndor (títol original: El Condor) és un western estatunidenc dirigit per John Guillermin i estrenat el 1970. Ha estat rodat a la província d'Almeria i ha necessitat la construcció d'una gran fortalesa que més tard ha estat reutilitzada en altres films. Ha estat doblada al català

## Argument
Luke, un presoner evadit, s'assabenta que el fort mexicà d'El Condor guarda les reserves d'or de l'emperador Maximilien. S'associa amb Jaroo, un cercador d'or, i tots dos persuadeixen una banda d'Apatxes d'ajudar-los a apoderar-se d'aquest fort fortament vigilat per la guarnició del general Chavez.

## Repartiment
- Jim Brown: Luke
- Lee Van Cleef: Jaroo
- Patrick O'Neal: Chavez
- Mariana Hill: Claudine
- Iron Eyes Cody: Santana
- Imogen Hassall: Dolores
- Elisha Cook Jr.: el vell presoner
- Gustavo Rojo: Coronel Anguinaldo
- Florencio Amarilla: Aguila
- Julio Peña: General Hernandez